# Pellaea truncata
Pellaea truncata  es una especie de helecho de la familia botánica Pteridaceae. Es nativa del suroeste de los Estados Unidos y el norte de México, donde crece en zonas rocosas, tales como acantilados y laderas.

## Descripción
Las hojas miden hasta 40 centímetros de largo, las hojas fértiles son más larga y más divididas que los más pequeña y más simples hojas estériles. La hoja se compone de varios foliolos y cada uno dividido en varios segmentos ovales  o en punta. Los segmentos pueden tener bordes ondulados, y los fértiles tienen sus bordes bajos laminados. Los esporangios se encuentran en los bordes.

## Taxonomía
Pellaea truncata fue descrita por Leslie Newton Goodding y publicado en Muhlenbergia; a journal of botany 8(8): 94. 1912.